# Austrofilius serratus
Austrofilius serratus là một loài chân đều trong họ Janiridae. Loài này được Vanhöffen miêu tả khoa học năm 1914.